# Верхняя Ореховка (Луганская область)
Верхняя Ореховка (укр. Верхня Оріхівка) — село в Лутугинском районе Луганской области Украины. Под контролем самопровозглашённой Луганской Народной Республики. Входит в Волнухинский сельский совет.

## География
Село расположено на реке под названием Луганчик. Ближайшие населённые пункты: сёла Петро-Николаевка, Новофёдоровка, Волнухино на западе, Шёлковая Протока на юго-западе (все четыре села выше по течению Луганчика), Карла Либкнехта на юго-востоке, Пятигоровка и Первозвановка (ниже по течению Луганчика) на востоке, Переможное на северо-востоке, Глафировка на северо-западе.

## Население
Население по переписи 2001 года составляло 135 человек.

## Общие сведения
Почтовый индекс — 92031. Телефонный код — 6436. Занимает площадь 0,174 км².

## Местный совет
92031, Луганская обл., Лутугинский р-н, с. Новофёдоровка, ул. Советская, 23; тел. 99-2-60